# KV46
KV46 (Kings' Valley 46) è la sigla che identifica una delle tombe della Valle dei Re in Egitto; era la sepoltura di Yuya e Tuia, genitori della regina Tiy
Benché rilevante nella storia delle scoperte nella Valle dei Re, giacché fu la scoperta più importante prima di quella della KV62 di Tutankhamon, trattandosi di una tomba privata rientra tra quelle considerate minori.
Si tratta della sepoltura di Yuya e Tuia, genitori della  regina Tiy, grande sposa reale del faraone Amenhotep III e madre di Amenhotep IV/Akhenaton, di Anen, funzionario di corte e secondo profeta di Amon, e molto probabilmente di Ay, funzionario alla corte di Akhenaton, di Smenkhara e successore sul trono di Tutankhamon.

Scoperta e scavata da James Edward Quibell nel 1905, per conto di Theodore Davis, è costituita da un corridoio scalinato cui ne segue un altro in forte pendenza a sua volta seguito da altre scale che danno accesso alla camera funeraria. Tutte le pareti non vennero ultimate né lisciate e non presentavano dipinti o rilievi parietali.

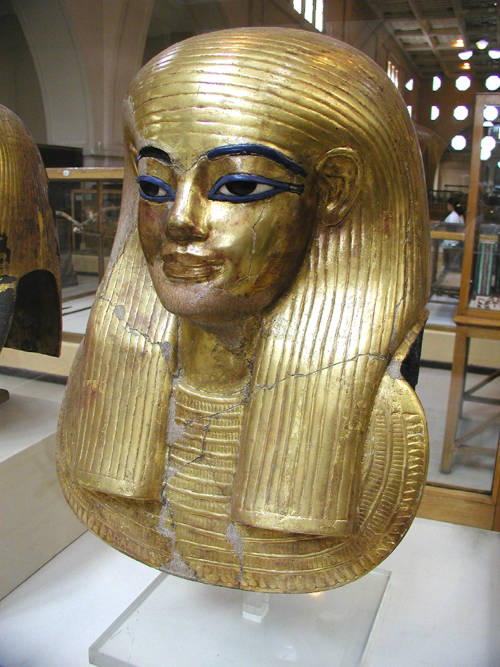
Maschera funeraria di Yuya.
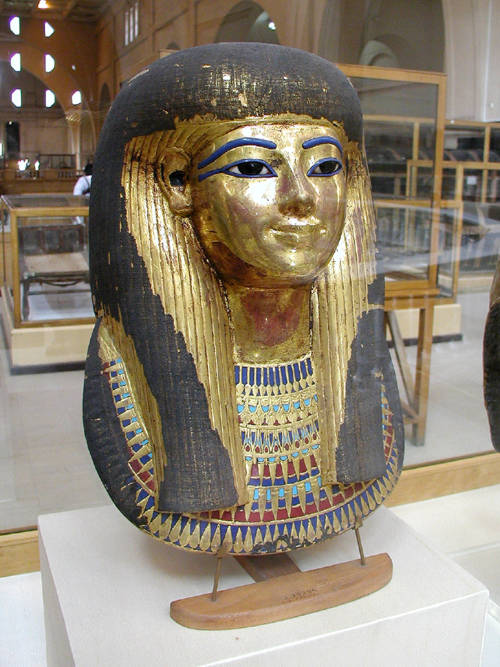
Maschera funeraria di Tuia

## Storia dello scavo
(James Edward Quibell)
La porta di accesso era murata da pietre e da mattoni di fango recanti impresso il sigillo della necropoli ; alcuni danni nella parte alta della chiusura dimostrarono, tuttavia, che la tomba era stata violata in antico. Una seconda porta, al termine del corridoio, presentava ugualmente i sigilli della necropoli e tracce di risistemazione.
Studi successivi hanno consentito di ipotizzare che almeno tre furono i furti perpetrati nella tomba: nel primo, probabilmente poco dopo la chiusura,  vennero verosimilmente asportati prodotti deperibili come oli preziosi e piccoli contenitori; il secondo e il terzo furto, a giudicare dai sigilli impressi, avvennero durante i lavori di scavo delle vicine KV3 e KV4. Ciò venne inoltre avvalorato dalla presenza, nel materiale di riempimento delle porte, di pietrame proveniente dalle tombe suddette.
L’apertura della camera funeraria consentì di appurare che, nonostante l’asportazione di materiale, la tomba era pressoché intatta e le suppellettili in perfette condizioni. Vennero rinvenuti abiti, equipaggiamenti cosmetici, mobilio, gioielleria, fasci di bende per imbalsamazione, strumenti musicali, scarabei e sigilli, sculture, suppellettili funerarie, vasellame, equipaggiamenti da caccia e da scrittura, documenti e, ovviamente, le mummie dei titolari. Tra gli oggetti rinvenuti nella tomba anche un carro da caccia perfettamente conservato, nonché scatole decorate contenenti gioielli ed altre contenenti differenti tipi di carne (oca, anatra, forse vitello). Tra le altre suppellettili, tre letti e tre sedili.

## Le mummie
Le mummie di Yuya e Tuia sono annoverate tra quelle meglio conservate della Valle e, più in generale, dell’egittologia. Particolarmente ben conservato è il corpo di Yuya, considerato uno dei migliori esempi di imbalsamazione mai rinvenuto.

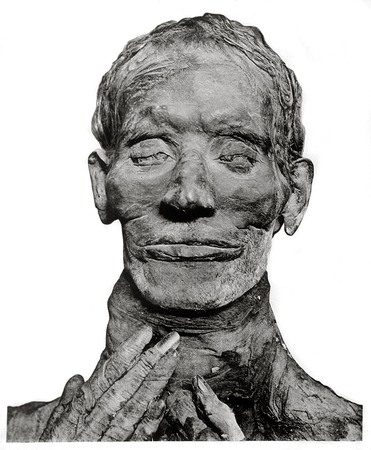
Mummia di Yuya.

I due coniugi morirono a distanza l’uno dall’altro, come evidenziabile dello stesso corredo funebre di ciascuno e, segnatamente, dei vasi canopici, e vennero sepolti in due differenti occasioni. Non è stato possibile, tuttavia, stabilire chi dei due sia morto per primo .

Gaston Maspero, basandosi sulla disposizione dei sarcofagi, ritenne che fosse morta prima Tuia, ma lo stile della maschera in cartonnage di Yuya sembrerebbe suggerire altrimenti.

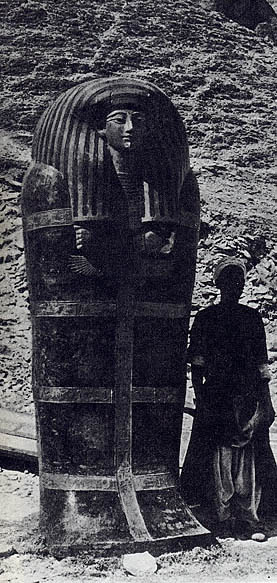
Il sarcofago più esterno di Yuya

Il corpo di Yuya era contenuto in quattro sarcofagi il più esterno dei quali era però costituito da una sorta di scatola parallelepipeda in legno, ricoperto di pece e con fasce dorate iscritte, priva di fondo che costituiva, perciò una sorta di coperchio dei sottostanti tre sarcofagi antropomorfi; il secondo sarcofago  era pure ricoperto di pece lucida con bande dorate iscritte; il terzo era simile al secondo, ma le bande erano d’argento. Il quarto era completamente dorato con geroglifici incastonati di pasta vitrea; questo sarcofago aveva l’interno argentato e conteneva la mummia di Yuya.
I vasi canopici di Tuia, al contrario di quelli di Yuya che apparivano molto più semplici, contenevano gli organi interni avvolti in bende sagomate così da assomigliare a piccole mummie umane; sulla testa di tali simulacri, erano state apposte piccole maschere in gesso dorato.
| Oggetto                               | Yuya | Thuya | Non iscritto | Altri |
| ------------------------------------- | ---- | ----- | ------------ | ----- |
| Scatola di vasi canopi                | 1    | 1     | -            | -     |
| Sarcofagi antropomorfi                | 3    | 2     | -            | -     |
| Copricapi                             | 1    | 1     | -            | -     |
| Mummie                                | 1    | 1     | -            | -     |
| Scarabei                              | -    | 2     | 1            | -     |
| Amuleti                               | 2    | 4     | -            | -     |
| Vasi canopi                           | 4    | 4     | -            | -     |
| Letti di Osiride                      | -    | -     | 2            | -     |
| Ushabty                               | 14   | 4     | 1            | -     |
| Scatole per ushabty                   | 5    | -     | 10           | -     |
| Statuette magiche                     | 1    | -     | -            | -     |
| Papiri                                | 1    | -     | -            | -     |
| Modelli di sarcofago                  | 1    | -     | -            | -     |
| Tavolozza da scriba                   | -    | 1 (?) | -            | -     |
| Carri                                 | 1    | -     | -            | -     |
| Fruste                                | 1    | -     | -            | -     |
| Letti                                 | -    | 3     | -            | -     |
| Sedie                                 | -    | 2     | 1            | -     |
| Scatole                               | -    | 2     | -            | 3     |
| Parrucche                             | -    | 1     | -            | -     |
| Scatole da parrucca                   | -    | 1     | -            | -     |
| Specchi                               | -    | 1     | -            | -     |
| Sistri                                | -    | 1     | -            | -     |
| Contenitori per khol                  | -    | -     | -            | 1     |
| Sandali                               | -    | 24    | -            | -     |
| Piccoli sigilli                       | -    | 3     | -            | 2     |
| Vasellame                             | -    | 28    | -            | -     |
| Vasi in pietra                        | -    | -     | 2            | 1     |
| Giare con materiale da imbalsamazione | -    | -     | 52           | -     |
| Scatole di carne                      | -    | -     | 18           | -     |

### Esplicative
1. ↑  Le tombe vennero classificate nel 1827, dalla numero 1 alla 22, da John Gardner Wilkinson in ordine geografico. Dalla numero 23 la numerazione segue l’ordine di scoperta.
2. ↑  Lo sciacallo, rappresentante il dio protettore della necropoli Anubi, accovacciato sui nemici dell’Egitto con le mani legate dietro la schiena.
3. ↑  A dimostrazione dell’ottimo stato dei materiali, si consideri che, nel corso di una visita alla tomba da parte dell’imperatrice Eugenia, vedova di Napoleone III di Francia, questa volendo sedersi per meglio osservare la tomba, si accomodò su una sedia del corredo funebre che, nonostante i quasi tremila anni, resse il peso. L’episodio è narrato da Joseph Lindon Smith (1863-1950), pittore statunitense e riportato in Reeves e Wilkinson (2000), p. 176.

### Bibliografiche
1. ↑   Michael Rice, Who's Who in Ancient Egypt, Routledge, 1999,  p. 20.
2. ↑  Theban Mapping Project
3. ↑  Reeves e Wilkinson (2000), p. 175.
4. 1 2  Theban Mapping Project.
5. 1 2  Reeves e Wilkinson (2000), p. 176.
6. ↑  Reeves e Wilkinson (2000), p. 177.
7. ↑  Reeves e Wilkinson (2000), p. 178.
8. ↑  Reeves & Wilkinson (2000) p. 178.